# حکومت‌محوری‌ستیزی
حکومت‌محوری‌ستیزی لفظی برای توصیف مخالفت با دخالت حکومت در امور فردی، اجتماعی و اقتصادی است.
دیدگاه‌های حکومت‌محوری‌ستیز ممکن است حکومت را به‌طور کلی نفی کنند (مانند آنارشیسم)، خواهان کاهش اندازه و حوزهٔ حکومت به حداقل باشند (مینارشیسم)، یا ممکن است مدافع جامعه‌ای بی‌حکومت به‌عنوان هدفی غایی باشند.

## گاه‌نگاری نوشته‌های حکومت‌ستیزانه
۱۵۴۸ – اتین دو لا بوئسی، The Politics of Obedience: The Discourse of Voluntary Servitude
۱۷۹۳ – ویلیام گادوین، An Enquiry Concerning Political Justice
۱۸۲۵ – توماس هاجسکین، Labour Defended against the Claims of Capital
۱۸۴۰ – پیر-ژوزف پرودون، 
۱۸۴۴ – ماکس اشتیرنر، The Ego and Its Own
۱۸۴۹ – هنری دیوید ثورو، Civil Disobedience
۱۸۴۹ – فردریک باستیا، The Law
۱۸۴۹ – گوستاو دو مولیناری، The Production of Security
۱۸۵۱ – هربرت اسپنسر، The Right to Ignore the State
۱۸۶۶ – میخائیل باکونین، Revolutionary Catechism
۱۸۶۷ – لایسندر اسپونر، No Treason
۱۸۸۶ – بنجامین تاکر، 
۱۹۰۲ – پتر کروپوتکین، Mutual Aid
۱۹۳۵ – آلبرت جِی ناک، Our Enemy, the State
۱۹۶۲ – موری راتبارد، Man, Economy & State
۱۹۸۲ – موری راتبارد، The Ethics of Liberty
۱۹۸۳ – Samuel Edward Konkin III، The New Libertarian Manifesto
۱۹۸۵ – Anthony de Jasay، The State
۲۰۰۱ – کوین ای. کارسن، The Iron Fist Behind the Invisible Hand
۲۰۰۱ – هانس هرمان هپه، Democracy:The God That Failed

## وابسته
- ملی‌گرایی‌ستیزی